# Humber Bridge
De Humber Bridge is een hangbrug bij Kingston upon Hull, Engeland. De brug heeft een lengte van 2200 meter en werd geopend voor het verkeer op 24 juni 1981. De grootste overspanning is 1.410 meter waarmee de brug tot de top 10 van langste hangbruggen ter wereld behoort.
De brug overspant de Humber tussen Barton-upon-Humber aan de zuidzijde en Hessle aan de noordzijde. Het is de verbinding tussen East Riding of Yorkshire en North Lincolnshire.

## Verkeer
Verschillende vormen van verkeer zijn over de Humber Bridge mogelijk, hoewel de Humber Bridge er vooral voor autoverkeer is. Beide kanten op zijn er voor het snelverkeer twee rijstroken. Aan weerszijden van de brug gaat de weg over de Humber Bridge glooiend in het landschap over. Het snelverkeer moet tol betalen, daarvoor zijn er op de noordoever tolpoorten. In beide richtingen wordt de tol op dezelfde hoogte geheven.
Naast de wegen voor het autoverkeer ligt er in beide richtingen een breed gemengd fiets- en voetpad. Fietsers en voetgangers mogen gratis over de Humber Bridge. Aan de zuidkant begint dit fiets-/voetpad in Barton-upon-Humber. Met een korte lus over het talud van de brug komen de fietsers en voetgangers op de brug. Aan de noordkant draait het pad, zodra de brug boven land komt naar beneden. Daar ligt het fiets-/voetpad dus niet meer parallel naast de Humber Bridge, maar op een aparte brug, die naar beneden draait. Zolang het fiets-/voetpad echt op de brug ligt, ligt het naast, maar op een lager niveau dan de rijweg voor het autoverkeer. Op het talud aan de zuidkant ligt het pad nog op gelijke hoogte met de weg.
Omdat het fiets-/voetpad geheel gescheiden ligt van de rijweg, is het mogelijk bij harde wind een van deze twee paden voor verkeer af te sluiten. Fietsers en voetgangers in beide richtingen delen dan het fiets-/voetpad aan de andere kant van de brug.